# Calea ferată Craiova–Calafat
Calea ferată Craiova–Calafat este o cale ferată secundară în România.  Ea face legătura între Craiova și Calafat, având o lungime de 107 km. Aceasta este neelectrificată în mare parte și este o cale ferată simplă. A fost conectată la Podul Calafat-Vidin pe care se trece în Vidin, Bulgaria.

## Istoric
Magistrala Craiova–Calafat, este considerată linia cu cele mai frumoase clădiri pentru gări din Câmpia Română. Studiile pentru construirea căii ferate au început pe 10 mai 1885, ele durând până în noiembrie, fiind conduse de inginerul Elie Radu, iar proiectarea a durat până în mai 1886. Construcția căii ferate a început abia în anul 1890. Calea ferată conține mai multe monumente arhitectonice printre care două viaducte cu bolți simple de beton, fiind construite aici pentru prima oară în România. Primul viaduct se află la kilometrul patru, are trei deschideri, o înălțime de 14m și zidăria din piatră cioplită. Al doilea viaduct este situat la kilometrul 18, are trei deschideri, o înălțime de 17 m, fiind construit din piatră de mozaic. Cel mai important monument arhitectonic este podul peste Jiu, de la intrarea în Podari, care a fost construit pentru două căi, una feroviară și cea rutieră deasupra. Infrastructura s-a realizat din piatră cioplită la exterior, iar suprastructura din metal. Gările unde trenul oprește de la început sunt: Bordei hc, Jiu Hm, Podari, Sălcuța, Dealu Robului h, Segarcea Nord hc, Segarcea, Cerăt h., Portărești, Urzica Mare h, Afumați, Siliștea Crucii hc, Boureni hcv, Băilești, Horticola h, Moțăței, Maglavit hcv, Golenți, Cobuz, Calafat și Calafat Port. Gările Podari, Sălcuța, Segarcea, Portărești, Băilești, Moțăței, Golenți și Calafat, prezintă elemente istorice, arhitecturale și urbanistice de valoare, sunt susceptibile de a dobândi calitatea de monumente istorice și de a fi înscrise în Lista Monumentelor Istorice. În conformitate cu art.14 din Legea nr.422/2001, republicată, privind protejarea monumentelor istorice, procedura de clasare în Lista Monumentelor Istorice, pentru bunurile imobile aflate în proprietatea statului sau a unitaților administrativ-teritoriale se declanșează din oficiu.

## Reabilitare
Compania Națională de Căi Ferate CFR SA și Asocierea CONSIS PROIECT S.R.L. – BAICONS IMPEX S.R.L. au semnat contractul de Revizuire a Studiului de Fezabilitate pentru reabilitarea liniei de cale ferată Craiova-Calafat. Cale ferată Craiova – Calafat este parte a proiectului global de modernizare a tronsonului feroviar Arad – Timișoara – Caransebeș – Craiova – Calafat, parte componentă a Coridorului Orient/Est-Mediteranean pe teritoriul României. Viteza propusă pentru circulație pe calea ferată este de 160 de km/h/220km/h pentru trenurile de călători și 120 km/h pentru trenurile de marfă. Coridorul de cale ferată Craiova – Drobeta Turnu Severin – Caransebeș, inclusă în programul de modernizare a tronsonului feroviar  Curtici-Arad-Timișoara-Craiova-Calafat, este parte componentă a Coridorului Orient/Est-Mediteranean (IV – ramura sudică 
axa 22). Au fost aprobați indicatorii tehnico-economici pentru reabilitarea  căii ferate.